# Hordeum arizonicum
Hordeum arizonicum es una especie de planta herbácea perteneciente a la familia de las poáceas. Es originaria de Norteamérica

## Descripción
Es una hierba anual o perenne, erecta, que forma penachos de 20 a 70 centímetros de altura. La inflorescencia es una espiga de hasta unos 12 centímetros de longitud formada por espiguillas de hasta unos 3 centímetros de largo cada una, generalmente con punta de aristas .

## Distribución y hábitat
Es originaria del norte de México y suroeste de los Estados Unidos, donde crece en lugares húmedos en las regiones desérticas, como el riego por acequias. Puede también crecer en  suelos salinos. 